# هيجو ويبر
هيجو ويبر (بالألمانية: Heiko Weber)‏ (26 يونيو 1965 في ألمانيا - ) هو مدرب كرة قدم ولاعب كرة قدم ألماني (وحمل سابقاً جنسية ألمانيا الشرقية) في مركز الهجوم. لعب مع كارل زايس يينا وZFC Meuselwitz ‏ ونادي بروسيا مونستر وSV Stahl Thale ‏.

## وصلات خارجية
- هيجو ويبر على موقع قاعدة بيانات كرة القدم.إي يو (الإنجليزية)
- هيجو ويبر على موقع بيانات كرة القدم. دي إي (الألمانية)
- هيجو ويبر على موقع عالم كرة القدم.نت (الإنجليزية)